# Момоко Андо
Момóко Áндо (яп. 安藤 桃子; нар. 1982) — японська кінорежисерка та сценаристка.

## Фільмографія
| Рік       | Назва                                   | Мовою оригіналу      | Примітка                |
| --------- | --------------------------------------- | -------------------- | ----------------------- |
| 2009      | Какера                                  | яп. カケラ           | Режисерка, сценаристка. |
| 2010-2014 | Наш вік                                 | яп. ぼくら の じだい | Поява.                  |
| 2011      | Рятувальний трос                        |                      | Акторка.                |
| 2014      | Кімната Тецуко                          | яп. てつこ の へや   | Поява.                  |
| 2014      | 0.5 мм                                  | яп. 0.5ミリ          | Режисерка, сценаристка. |
| 2018      | Ута Моноґатарі: проєкт «Фільмові бійці» | яп. ウタモノガタリ   | Режисерка.              |

## Нагороди
| Нагорода                                             | Фільм  | Примітка |
| ---------------------------------------------------- | ------ | -------- |
| Премія «Майніті» за найкращий кіносценарій           | 0.5 мм | [ 1 ]    |
| Премія «Новий азійський талант» за найкращу режисуру | 0.5 мм | [ 2 ]    |
| Премія «Новий азійський талант» за видатний сценарій | 0.5 мм | [ 2 ]    |